# Kvarteret Lars
Kvarteret Lars i Ronneby anlades efter 1864 års stadsbrand och hela det historiska kvarteret tillsammans med den västra delen av innerstaden omfattas av fornlämningen RAÄ Ronneby 214:1 som utgör den medeltida stadens utsträckning. Under 1800-talet var kvarteret stadens viktigaste för handels- och hantverksverksamheterna vilket återspeglas i kvarterets för tiden ovanligt höga taxeringsvärde. Längs Kungsgatan byggde skollärare P. M. Sandstedt 1865 ett bostads- och handelshus som 1873 togs över av bokhandlare Gustaf Berling. 1903 byggdes bokhandeln ut med tryckeri och bokbinderi i innergårdens före detta bakstuga. Bokhandeln levde vidare i samma byggnad fram till mitten av 1900-talet innan butiken flyttade till den södra sidan av kvarteret i det senare uppförda EPA-varuhuset. Den ursprungliga byggnaden för bokhandeln var i sin arkitektur mycket representativ för den trähusbebyggelse som uppfördes efter stadsbranden 1864 och har genom sin offentliga karaktär fått en lokalt stor betydelse för Ronnebybornas uppfattning av staden. Byggnaden totalförstördes vid en brand i september 2015.
Ronneby stads stadshotell låg tidigare i ’’kvarteret Lars’’ utmed Ronneby torg och var från början en handelsgård som uppfördes 1865. Förutom sparbank har byggnaden också innehållit stadens drätselkammare fram till 1952 då kammaren ersattes med en busstation. Byggnaden revs 1963 i samband med att en ny byggnad uppfördes för sparbankens räkning. Den nya byggnaden i funktionalistisk arkitektur fick gyllengult fasadkakel med brunbetsade fönsterbågar och taktäckning av koppar. Denna byggnad är 2017 fortfarande arkitektoniskt oförvanskad och ett gott exempel på 1960-talets arkitekturideal. Efter att verksamheterna i bottenvåningen varierat har bankverksamheten 2016 återvänt till byggnaden, denna gång i form av förde detta Sparbankens konkurrent Nordea.